# Fishvar
Fīshvar (farsi فیشور) è una città dello shahrestān di Larestan, circoscrizione di Evaz, nella provincia di Fars. Aveva, nel 2006, una popolazione di 5.201 abitanti.